# Комета Кроммеліна
Комета Кроммеліна названа на честь британського астронома Ендрю Кроммеліна, який вирахував її орбіту у 1930. Це одна з чотирьох комет (окрім комет Галлея, Енке та Лекселя), які названі не на честь свого першовідкривача.
Комету Кроммеліна відкрив 23 лютого 1818 року Жан-Луї Пон (Марсель, Франція). Йому вдалося спостерігати комету впродовж чотирьох днів. На основі цих спостережень Франц Енке намагався вирахувати орбіту комети, проте безуспішно.
Орбіту комети того ж таки року спробував вирахувати Джон Рассел Гайнд. Згідно з його розрахунками, елементи орбіти комети були дуже схожі на елементи комети Біели. Австрійський астроном Едмунд Вайсс пізніше припустив, що комета 1818 року є її частиною.
Заново комету незалежно відкрили 10 листопада 1873 Жером Коджа (Марсель, Франція) і 11 листопада 1873 Теодор Віннеке (Страсбург, Франція). Після п'яти днів спостережень вона зникла.
Втретє цю комету відкрив Александр Форбс (Кейптаун, Південно-Африканська Республіка) 19 листопада 1928. Саме Кроммелін вирахував орбіту заново відкритої комети і зв'язав її з відкритими раніш кометами 1818 року (Пона) і 1873 року (Коджі-Віннеке).